# Crematogaster whitei
Crematogaster whitei är en myrart som beskrevs av Wheeler 1915. Crematogaster whitei ingår i släktet Crematogaster och familjen myror. Inga underarter finns listade i Catalogue of Life.